# Isomyia electa
Isomyia electa är en tvåvingeart som först beskrevs av Villeneuve 1927.  Isomyia electa ingår i släktet Isomyia och familjen Rhiniidae. Inga underarter finns listade i Catalogue of Life.